# Anna Bryłka
Anna Mirosława Bryłka (nascida a 1 de Setembro de 1990) é uma política e advogada polaca que foi eleita deputada do 10.º Parlamento Europeu.

## Biografia
Em 2024, concorreu às eleições para o Parlamento Europeu, recebendo 111420 votos (o segundo maior número entre os candidatos da Confederação e o quarto maior no distrito), e garantiu um mandato. No Parlamento Europeu, desempenha funções na Comissão de Comércio Internacional.